# Elymus mutabilis
Elymus mutabilis là một loài thực vật có hoa trong họ Hòa thảo. Loài này được (Drobow) Tzvelev mô tả khoa học đầu tiên năm 1968.